# Żałoba przystoi Elektrze
Żałoba przystoi Elektrze (ang. Mourning Becomes Electra) – amerykański dramat filmowy z 1947 w reżyserii Dudleya Nicholsa. Film powstał na podstawie sztuki Eugene’a O’Neilla pod tym samym tytułem.

## Fabuła
Akcja filmu dzieje się w Nowej Anglii tuż po wojnie secesyjnej. Zmęczony wojną Ezra Mannon (Raymond Massey) wraca do swojej nieszczęśliwej żony Christine (Katina Paxinou) i córki Lavinii (Rosalind Russell). Podczas jego pobytu na wojnie Christine zakochała się w Adamie Brancie (Leo Genn). Na drodze do ich szczęścia stoi jej mąż Ezra. Kochankowie postanawiają zamordować mężczyznę. Córka Lavinia postanawia pomścić jego śmierć i namawia do zemsty wracającego z wojny brata Ezry, Orina (Michael Redgrave). Jest to wzorowane na mitycznym wątku rodzeństwa Elektry i Orestesa.

## Obsada
- Rosalind Russell jako Lavinia Mannon
- Michael Redgrave jako Orin Mannon
- Raymond Massey jako Ezra Mannon
- Katina Paxinou jako Christine Mannon
- Leo Genn jako Adam Brant
- Kirk Douglas jako Peter Niles
- Nancy Coleman jako Hazel Niles
- Henry Hull jako Seth Beckwith
- Sara Allgood jako właścicielka domu
- Thurston Hall jako Dr Blake
- Walter Baldwin jako Amos Ames
- Elisabeth Risdon jako Pani Hills
- Erskine Sanford jako Josiah Borden
- Jimmy Conlin jako Abner Small
- Lee Baker jako Reverend Hill

## Nagrody i nominacje
Nagroda Akademii Filmowej
- Najlepszy aktor pierwszoplanowy – Michael Redgrave (nominacja)
- Najlepsza aktorka pierwszoplanowa – Rosalind Russell (nominacja)

Złoty Glob
- Najlepsza aktorka filmowa – Rosalind Russell